# Enzheim
Enzheim – niemiecka miejscowość w gminie Altenstadt, w powiecie Wetterau w Hesji.
Pierwsza wzmianka o miejscowości miała miejsce w zapisie nieznanego mnicha w kronice darów dla klasztoru w Lorsch datowanym 16 sierpnia 792.